# Pseudomyrmex ejectus

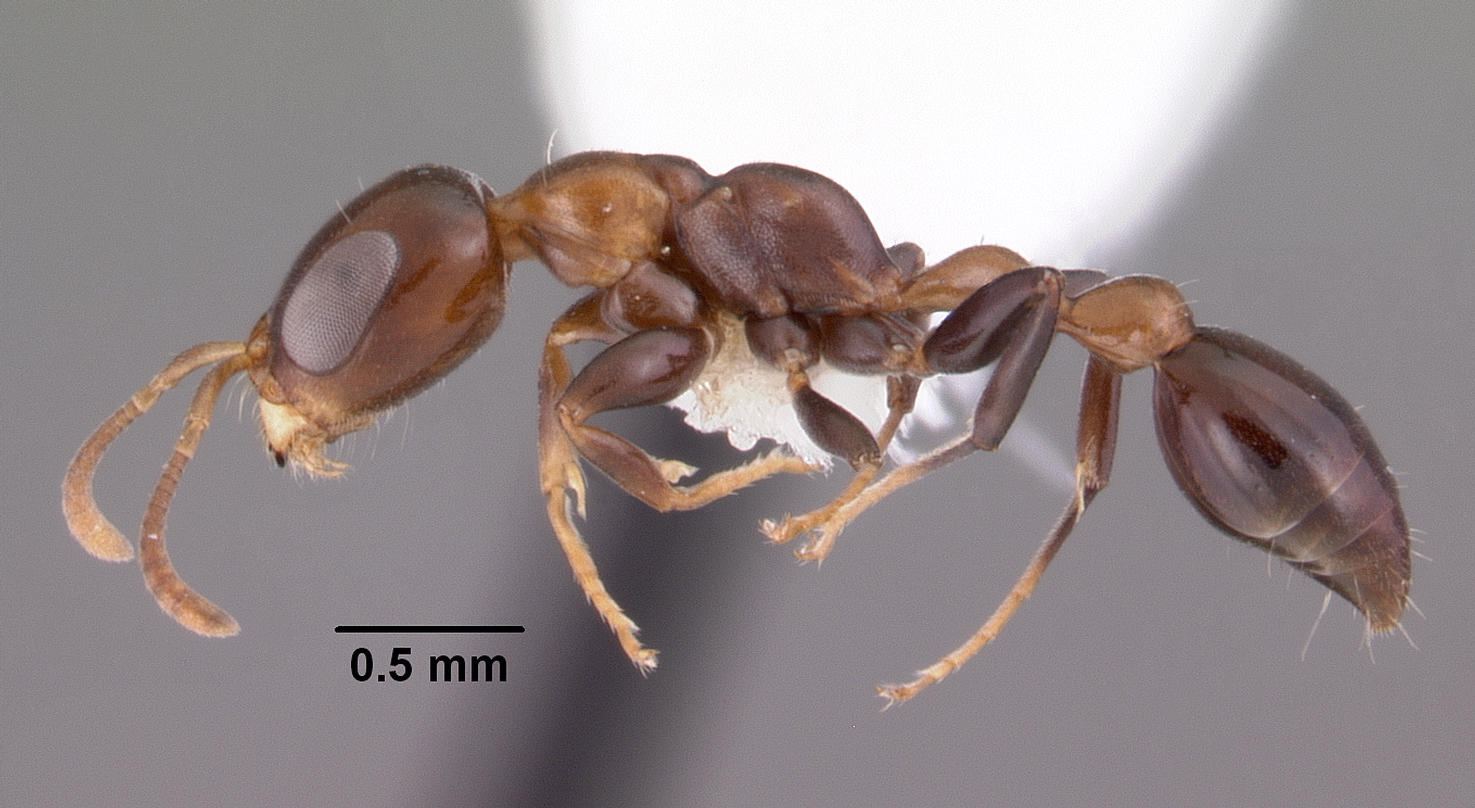

Pseudomyrmex ejectus  (лат.) — вид древесных муравьёв рода Pseudomyrmex из подсемейства Pseudomyrmecinae (Formicidae). Новый Свет.

## Распространение
Южная и Северная Америка: США, Мексика, Гватемала, Коста-Рика, Боливия.

## Описание
Мелкого размера муравьи коричневого цвета (усики и стебелёк светлее). Скапус короткий.  Имеют относительно крупные глаза и сильное жало. Тело узкое, ноги короткие. Стебелёк между грудкой и брюшком состоит из двух узловидных члеников (петиоль и постпетиоль).
Живут в полостях живых деревьев и кустарников различных растений, с которыми находятся во взаимовыгодных отношениях.

## Систематика
Вид был впервые описан в 1858 году британским энтомологом Фредериком Смитом (1805-1879), валидный статус подтверждён в 1980-1990-е годы в ходе ревизии американским энтомологом Филом Уардом (Ward, P. S.). Принадлежит к видовой группе pallidus species group.